# Suncoast Suns
Suncoast Suns byl profesionální americký klub ledního hokeje, který sídlil v St. Petersburgu na Floridě. V roce 1973 působil v profesionální soutěži Southern Hockey League. Před vstupem do SHL působil v Eastern Hockey League. Suns ve své poslední sezóně v SHL skončily v základní části. Klub byl během své existence farmami celků WHA. Jmenovitě se jedná o Minnesota Fighting Saints a New England Whalers. Své domácí zápasy odehrával v hale Bayfront Center s kapacitou 5 800 diváků. Klubové barvy byly zelená, bílá, oranžová a žlutá.

## Historické názvy
Zdroj: 
- 1971 – St. Petersburg Suns
- 1972 – Suncoast Suns

## Přehled ligové účasti
Zdroj: 
- 1971–1973: Eastern Hockey League (Jižní divize)
- 1973: Southern Hockey League